# Real Sociedad de Fútbol 2018-2019
Questa voce raccoglie le informazioni riguardanti la Real Sociedad nelle competizioni ufficiali della stagione 2018-2019.

## Maglie e divise
| Casa | Trasferta | Terza divisa |

## Rosa
In corsivo i calciatori ceduti durante la stagione 
| N. |                      | Ruolo | Calciatore                    |
| -- | -------------------- | ----- | ----------------------------- |
| 1  | Argentina (bandiera) | P     | Gerónimo Rulli                |
| 2  | Spagna (bandiera)    | D     | Joseba Zaldúa                 |
| 3  | Spagna (bandiera)    | D     | Diego Llorente                |
| 4  | Spagna (bandiera)    | C     | Asier Illarramendi (capitano) |
| 5  | Spagna (bandiera)    | C     | Igor Zubeldia                 |
| 6  | Messico (bandiera)   | D     | Héctor Moreno                 |
| 7  | Spagna (bandiera)    | A     | Juanmi                        |
| 8  | Spagna (bandiera)    | C     | Mikel Merino                  |
| 9  | Spagna (bandiera)    | A     | Imanol Agirretxe              |
| 10 | Spagna (bandiera)    | C     | Mikel Oyarzabal               |
| 11 | Belgio (bandiera)    | C     | Adnan Januzaj                 |
| 12 | Brasile (bandiera)   | A     | Willian José                  |
| 13 | Spagna (bandiera)    | P     | Miguel Ángel Moyà             |
| 14 | Spagna (bandiera)    | C     | Rubén Pardo                   |
| 15 | Spagna (bandiera)    | D     | Aritz Elustondo               |
| 16 | Spagna (bandiera)    | C     | Martín Merquelanz             |
| 17 | Spagna (bandiera)    | C     | David Zurutuza                |

| N. |                       | Ruolo | Calciatore        |
| -- | --------------------- | ----- | ----------------- |
| 18 | Spagna (bandiera)     | D     | Andoni Gorosabel  |
| 19 | Francia (bandiera)    | D     | Theo Hernández    |
| 20 | Portogallo (bandiera) | D     | Kévin Rodrigues   |
| 21 | Spagna (bandiera)     | A     | Jon Bautista      |
| 22 | Spagna (bandiera)     | D     | Raúl Navas        |
| 23 | Spagna (bandiera)     | C     | Luca Sangalli     |
| 24 | Spagna (bandiera)     | A     | Sandro            |
| 26 | Spagna (bandiera)     | C     | Ander Guevara     |
| 27 | Spagna (bandiera)     | D     | Robin Le Normand  |
| 28 | Spagna (bandiera)     | C     | Roberto López     |
| 29 | Spagna (bandiera)     | C     | Aihen Muñoz       |
| 30 | Spagna (bandiera)     | P     | Andoni Zubiaurre  |
| 31 | Algeria (bandiera)    | A     | Naïs Djouahra     |
| 34 | Spagna (bandiera)     | A     | Ander Barrenetxea |
| 35 | Spagna (bandiera)     | D     | Álex Sola         |
| 36 | Spagna (bandiera)     | C     | Martín Zubimendi  |
| 38 | Senegal (bandiera)    | A     | Zourdine Thior    |

## Calciomercato

### Sessione estiva
| Acquisti         | Acquisti         | Acquisti      | Acquisti                  |
| R.               | Nome             | da            | Modalità                  |
| ---------------- | ---------------- | ------------- | ------------------------- |
| C                | Mikel Merino     | Newcastle Utd | definitivo (12 milioni €) |
| D                | Theo Hernández   | Real Madrid   | prestito                  |
| A                | Sandro Ramírez   | Barcellona    | prestito                  |
| Altre operazioni |                  |               |                           |
| R.               | Nome             | da            | Modalità                  |
| D                | Srđan Babić      | Stella Rossa  | fine prestito             |
| D                | Héctor Hernández | Alavés        | fine prestito             |
| D                | Joseba Zaldua    | Leganés       | fine prestito             |
| C                | Markel Bergara   | Getafe        | fine prestito             |

| Cessioni | Cessioni            | Cessioni     | Cessioni                  |
| R.       | Nome                | a            | Modalità                  |
| -------- | ------------------- | ------------ | ------------------------- |
| D        | Álvaro Odriozola    | Real Madrid  | definitivo (32 milioni €) |
| D        | Srđan Babić         | Stella Rossa | definitivo (800 mila €)   |
| C        | Sergio Canales      | Real Betis   | gratuito                  |
| D        | Alberto de la Bella | Las Palmas   | gratuito                  |
| D        | Carlos Martínez     | Real Oviedo  | gratuito                  |
| P        | Toño                | AEK Larnaca  | gratuito                  |
| C        | Markel Bergara      | Getafe       | gratuito                  |
| C        | Eneko Capilla       | Leonesa      | prestito                  |
| D        | Héctor Hernández    | Tenerife     | gratuito                  |
| A        | Imanol Agirretxe    |              | ritiro                    |
| C        | Xabi Prieto         |              | ritiro                    |

#### Sessione invernale
| Acquisti | Acquisti | Acquisti | Acquisti |
| R.       | Nome     | da       | Modalità |
| -------- | -------- | -------- | -------- |

| Cessioni | Cessioni     | Cessioni    | Cessioni                |
| R.       | Nome         | a           | Modalità                |
| -------- | ------------ | ----------- | ----------------------- |
| A        | David Concha | Gamba Osaka | prestito (32 milioni €) |
| C        | Jon Guridi   | Mirandés    | prestito                |